# چمبرلین (ویرجینیا)
چمبرلین (به انگلیسی: Chamberlayne) یک منطقهٔ مسکونی در ایالات متحده آمریکا است که در شهرستان هنریکو، ویرجینیا واقع شده‌است. چمبرلین ۹٫۵ کیلومتر مربع مساحت و ۵٬۴۵۶ نفر جمعیت دارد و ۵۰ متر بالاتر از سطح دریا واقع شده‌است.